# اوگلاجنوواتس

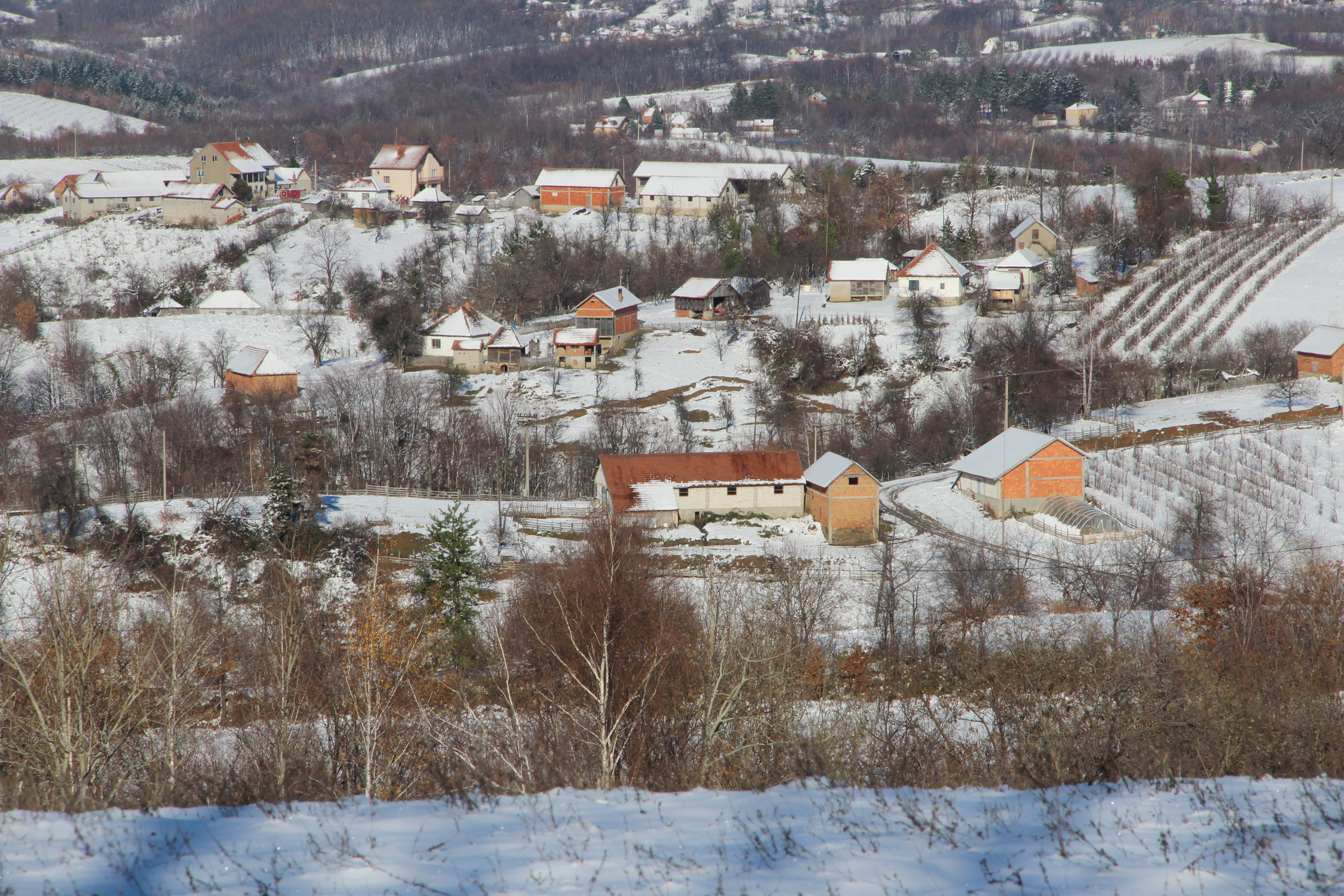
منطقه مسکونی در صربستان

اوگلاجنوواتس (به صربی: Oglađenovac) یک منطقهٔ مسکونی در صربستان است که در ناحیه کولوبارا واقع شده‌است. اوگلاجنوواتس ۶۳۶ نفر جمعیت دارد.